# Pro Recco

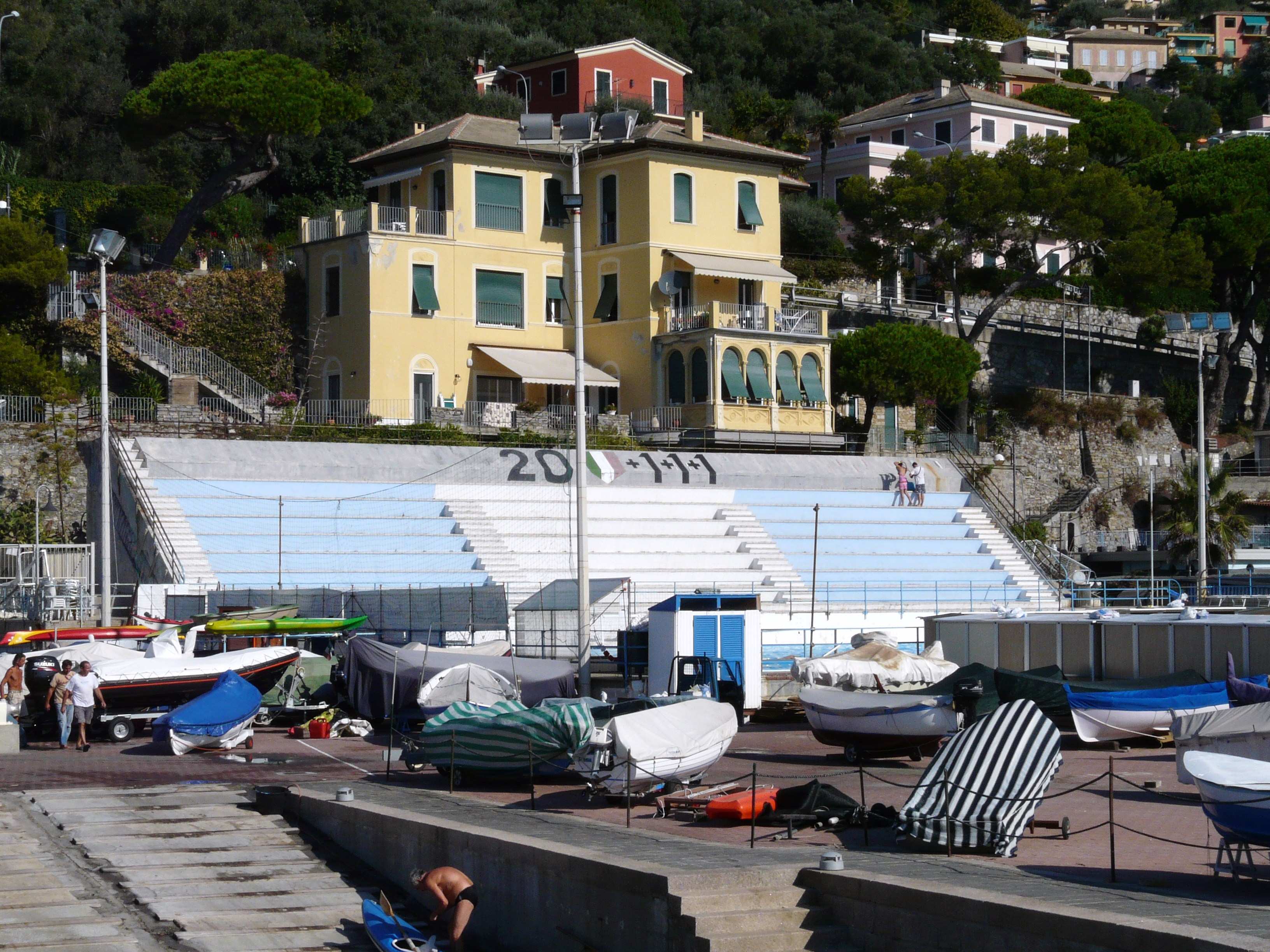
Stadión klubu

Associazione Sportiva Dilettantistica Pro Recco je italský klub vodních pólistů sídlící ve městě Recco (Ligurie). Byl založen v roce 1913 pod názvem Rari Nantes Enotria a dlouhodobě patří k evropské špičce: má 30 italských titulů a 11 pohárových vítězství. Osmkrát vyhrál LEN Champions League, v roce 2012 získal prvenství v Jadranské lize. Odehrál 64 sezón v nejvyšší soutěži a tvoří základ italské reprezentace: na MS 2011 vybojovalo titul pro Itálii sedm hráčů Pro Recco ze třináctičlenného kádru. Klubové barvy jsou bleděmodrá a bílá, symbolem klubu je věž. Známými hráči klubu byli Franco Lavoratori, Tibor Benedek nebo Filip Filipović. Majitelem klubu je Gabriele Volpi, který vlastní také fotbalový tým Spezia Calcio. Od roku 2011 má Pro Recco také ženský tým.

## Úspěchy
- Mistr Itálie: 1959, 1960, 1961, 1962, 1964, 1965, 1966, 1967, 1968, 1969, 1970, 1971, 1972, 1974, 1978, 1982, 1983, 1984, 2002, 2006, 2007, 2008, 2009, 2010, 2011, 2012, 2013, 2014, 2015, 2016
- Vítěz poháru: 1974, 2006, 2007, 2008, 2009, 2010, 2011, 2013, 2014, 2015, 2016
- Vítěz Ligy mistrů: 1965, 1984, 2003, 2007, 2008, 2010, 2012, 2015